# 藍蛇
藍蛇，或稱南蛇，是中國古時傳說中的蛇類，蛇頭有強烈的毒性，而其尾部則有解毒功能。

## 典故
藍蛇的典故出自唐代段成式《酉陽雜俎》，《太平廣記》亦有敘述。在文獻中藍蛇出自梧州陳家洞，其頭部有劇毒，尾部能解毒。當時的南方人會以藍蛇之首合成毒藥，並稱為「藍藥」，毒性極猛，服藥者須臾即死。但只要立即吃下藍蛇的尾巴，便可以解除毒害。